# Krascheninnikovia lanata
Krascheninnikovia lanata är en amarantväxtart som först beskrevs av Frederick Traugott Pursh, och fick sitt nu gällande namn av Adrianus Dirk Jacob Meeuse och A. Smit. Krascheninnikovia lanata ingår i släktet Krascheninnikovia och familjen amarantväxter. Inga underarter finns listade i Catalogue of Life.

## Bildgalleri

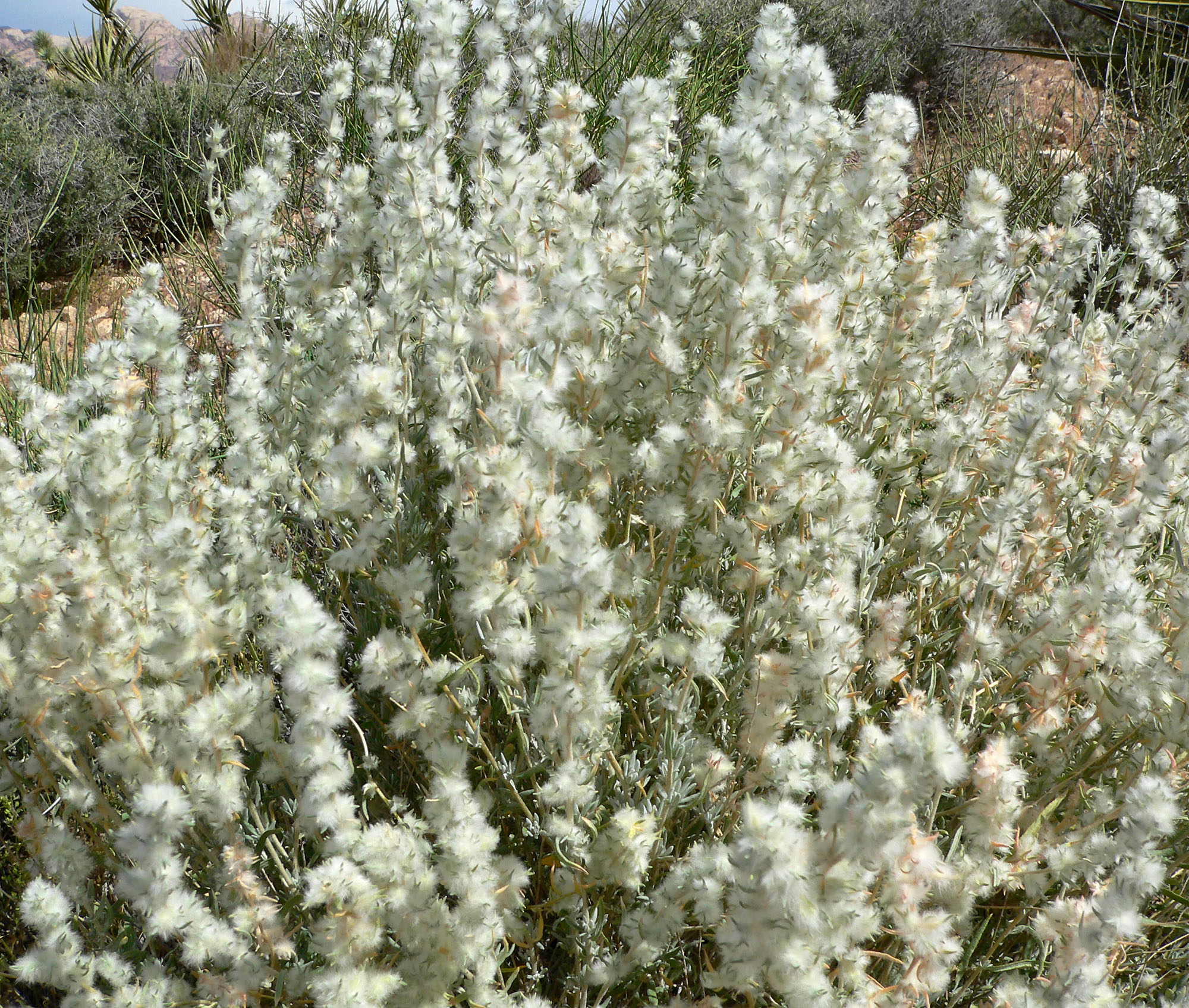
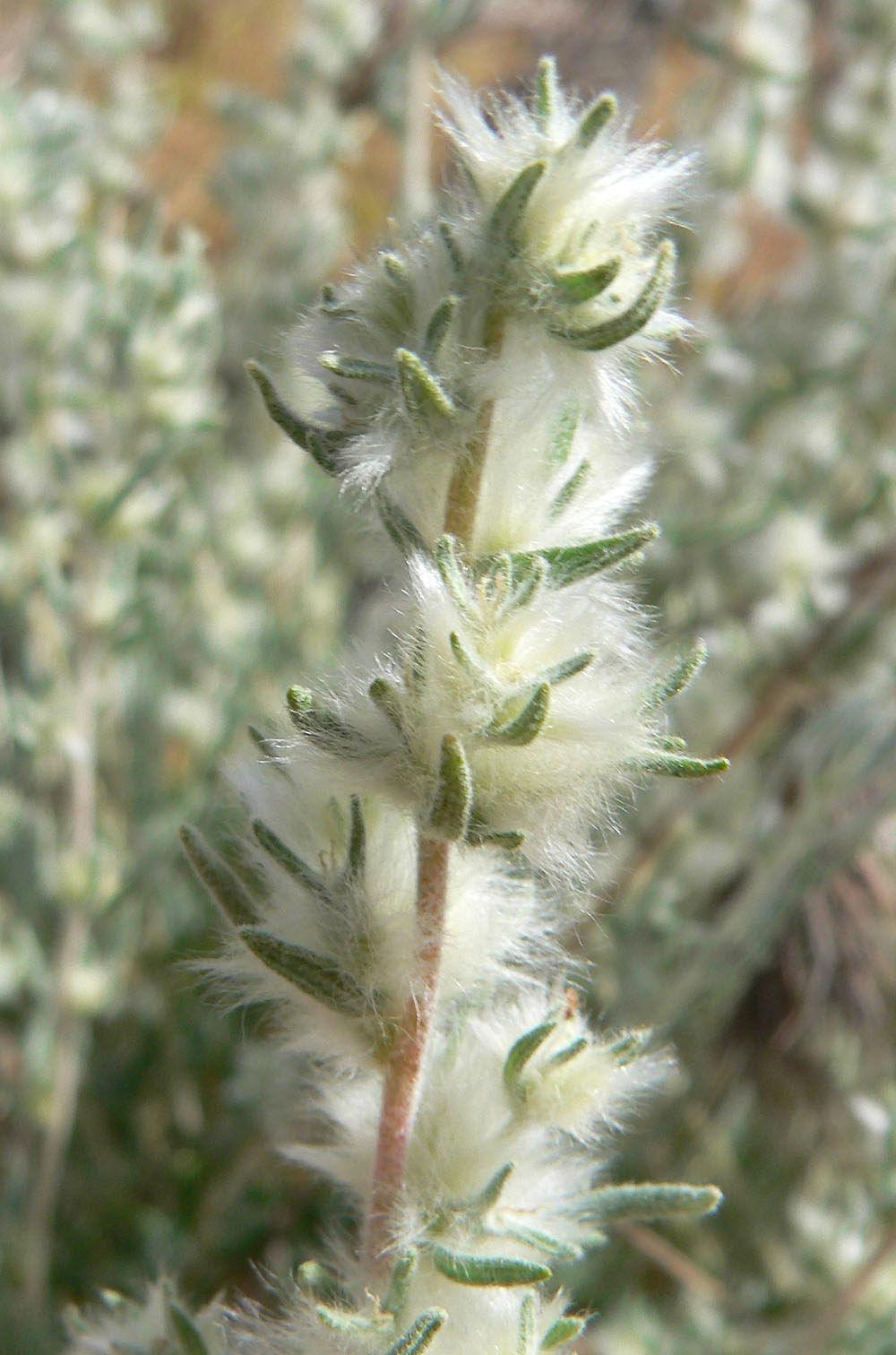
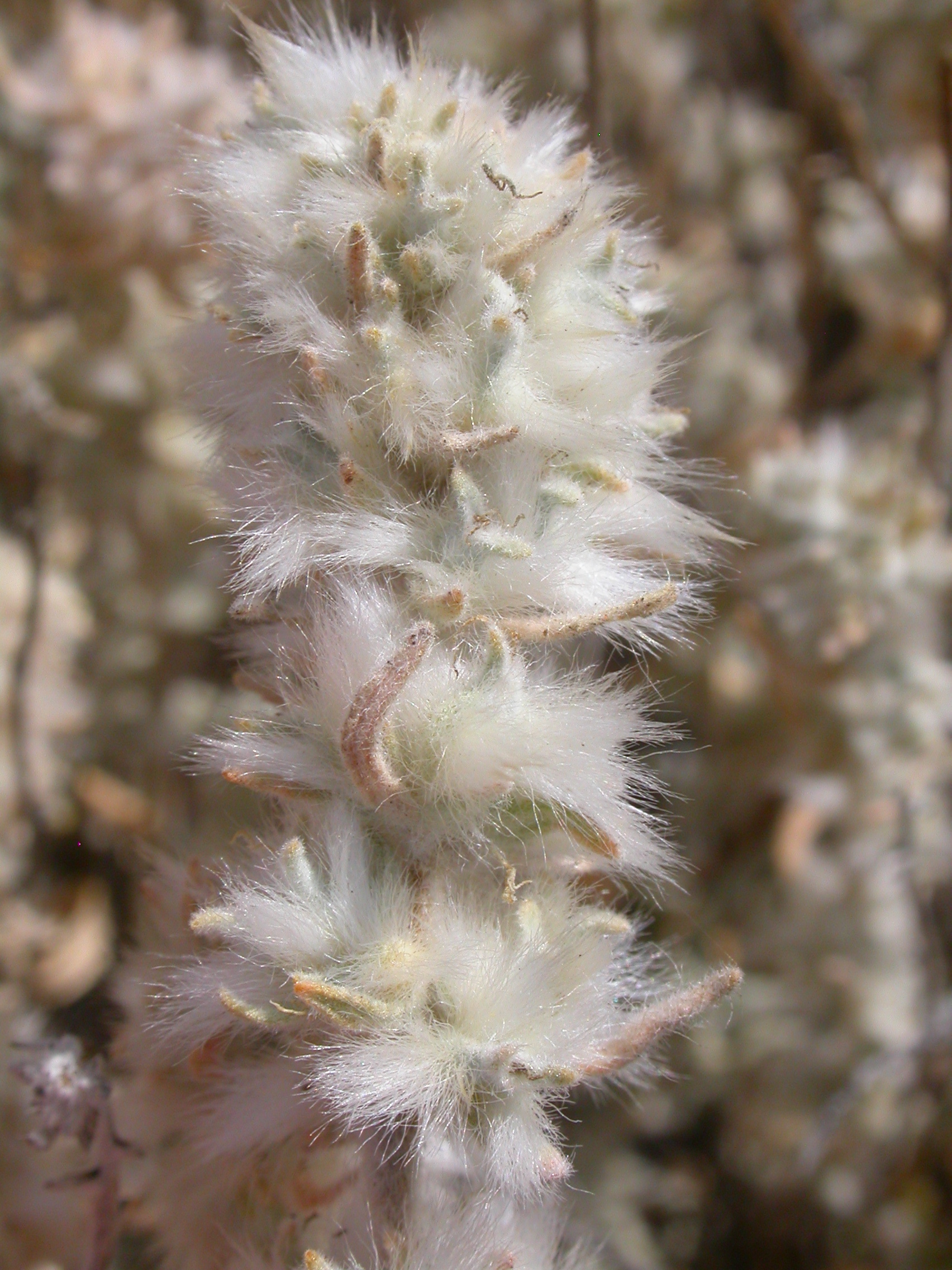